# Geopora
Genre
Geopora est un genre de champignons ascomycètes de la famille des Pyronemataceae. Leur sporophore est en forme de tubercule, avec un péridium noduleux, une chair claire (glèbe) et de grandes cavités. Ils ne sont pas comestibles. 
Il a été créé en 1885 par le mycologue américain Harvey Wilson Harkness (d) (1821–1901).

## Liste des espèces
Selon MycoBank (5 février 2023) :
- Geopora ahmadii Saba, T.Ashraf, Khalid & Pfister, 2019
- Geopora annulata Gilkey, 1916
- Geopora arenicola (Lév.) Kers, 1974
- Geopora arenosa (Fuckel) S.Ahmad, 1978
- Geopora asiatica S.Jabeen, Asghar, Niazi & Khalid, 2022
- Geopora brunneola Harkn., 1899
- Geopora cercocarpi J.L.Frank & D.Southworth, 2011
- Geopora cervina (Velen.) T.Schumach., 1979
- Geopora clausa (Tul. & C.Tul.) Burds., 1968
- Geopora cooperi Harkn., 1885
- Geopora foliacea (Schaeff.) S.Ahmad, 1978
- Geopora glabra Gilkey, 1939
- Geopora graveolens W.Oberm., 1913
- Geopora harknessii (E.Fischer) Gilkey, 1916
- Geopora herinkii (Svrček) Senn-Irlet, 1989
- Geopora lateritia (Fogel & States) Healy & M.E. Sm., 2019
- Geopora longii (Seaver) Korf & Burds., 1968
- Geopora magnata Harkn., 1899
- Geopora magnifica Gilkey, 1916
- Geopora mesenterica Harkn., 1899
- Geopora michaelis E.Fisch., 1898
- Geopora nicaeensis (Boud.) M.Torre, 1975
- Geopora pellita (Sacc.) T.Schumach., 1979
- Geopora perprolata B.C.Zhang, 1992
- Geopora pinyonensis Flores-Rentería & Gehring, 2014
- Geopora ramila S.Jamali & M.Sheibani, 2020
- Geopora schackii Henn., 1898
- Geopora sepulta (Fr.) Korf & Burds., 1968
- Geopora sinensis L.Fan & L.J.Guo, 2019
- Geopora sumneriana (Cooke) M.Torre, 1975
- Geopora tenuis (Fuckel) T.Schumach., 1979

Les reconstructions de phylogénétique moléculaire indiquent que les Geopora qui ont des apothécies en forme de coupe devraient faire partie d'un genre spécifique, Sepultaria. Geopora ne comprendrait ainsi que Geopora cooperi et autres espèces voisines.

## Systématique
Le nom correct complet (avec auteur) de ce taxon est Geopora Harkn., 1885,.
Geopora a pour synonymes :
- Peziza subgen. Sepultaria Cooke, 1879
- Pseudhydnotrya E. Fisch. (1897), 1897
- Pseudohydnotrya E. Fisch., 1897

## Étymologie
Le nom générique, Geopora, dérive de Ge, « la Terre », et opora, « fruits d'automne ».

## Publication originale
- (en) H. W. Harkness, « Fungi of the Pacific Coast », Bulletin of the California Academy of Sciences, Inconnu, vol. 1,‎ 1885, p. 159-176 (ISSN 2577-7777, OCLC 1552525, lire en ligne).